# Mont Blanc
 Denne artikel omhandler bjerget Mont Blanc. Opslagsordet har også en anden betydning, se Mont Blanc (pen).
Mont Blanc eller Monte Bianco (på dansk Det hvide Bjerg) er med 4.808 meter i 2021 det højeste bjerg i Alperne. Hvis der ses bort fra bjergene i Kaukasus, er det også det højeste i Europa. (Elbrus ligger, efter visse af definitionerne af grænsen mellem Europa og Asien, i Europa og er ifølge disse definitioner Europas højeste bjerg). Mont Blancs franske side ligger i Arve-dalen i departementet Haute-Savoie. Den italienske side ligger i Aosta-dalen.

## Et grænsetilfælde
Ifølge franske landkort ligger Mont Blanc i De Franske Alper nær grænsen til Italien,[kilde mangler] og det blev besteget for første gang 8. august 1786 af Jacques Balmat og dr. Paccard. På italienske landkort ligger toppen af Monte Bianco (Mont Blanc)) derimod lige på grænsen mellem Italien og Frankrig. Grænsens beliggenhed er senest fastlagt i en konvention indgået i Torino 1861 mellem Frankrig og Kongeriget Sardinien, hvor grænsen blev fastlagt på toppen af Mont Blanc: Der er ikke indgået nogen senere aftaler, så denne er derfor fortsat gældende, selvom franskmændene øjensynlig ikke helt respekterer afgørelsen.[kilde mangler]

## Første dansker på Mont Blanc
Carl Hall læste i 1877 i en dansk avis, at ingen dansker tidligere havde besteget Mont Blanc. Det var en udfordring, den dengang 29-årige Carl Hall der var kendt som en mester i mange idrætter, ikke kunne modstå. Sammen med med grev Schulin-Zeuthen og dennes frue rejste Carl Hall til Chamonix i sommeren 1878. Her engagerede selskabet 3 førere og 2 bærere, og ledsaget af disse nåede de 3 danske toppen.

## Mont Blancs højde
Toppen af Mont Blanc er dækket af sne og is, hvorfor højden af bjerget afhænger af, hvordan vejret har været. Traditionelt har bjergets højde været sat til 4.807 meter, men dette resultat er blevet justeret flere gange i de seneste år. GPS-målinger i september 2001 fandt, at bjerget var 3 meter højere (4.810,40 meter), mens målinger i september 2003 viste, at bjerget igen var skrumpet med næsten 2 meter (4.808,45 meter). Faldet i højde fra 2001 til 2003 er blevet tilskrevet usædvanligt varmt vejr.
Mont Blanc blev målt til 4.805,59 i 2023, 2 meter lavere end målingen på 4.807,81 meter i september 2021, som igen var næsten 1 meter lavere end den forrige offentliggjorte måling på 4.808,72 meter fra 2017. Den højeste måling er fra 2007 med hvor bjerget blev målt til 4.810,90 meter. Mont Blancs højde er i gennemsnit faldet med 13 cm om året i perioden 2001 til 2021. Uden sne på toppen ville bjerget kun være 4.792 meter højt.

## Trafik

### Over bjerget
For at komme op til Mont Blanc fra byen Chamonix i Frankrig må man benytte Aiguille du Midi-svævebanen det første stykke, hvorefter det er muligt at klatre op langs isbræerne. Vil man nøjes med synet er det muligt at tage helt til Aiguille du Midi, hvorfra der er en formidabel udsigt til Mont Blanc og en række andre tinder i Alperne.

### Under bjerget
Mont Blanc-tunnelen er en vejtunnel under Mont Blanc, som går mellem Chamonix og byen Courmayeur i Valle d'Aosta i Italien. Tunnelen blev påbegyndt i 1957 og blev indviet i 1965. Tunnelen er 11,6 km lang.